# Jack Bavin
Jack Bavin (25 tháng 5 năm 1921 – 11 tháng 3 năm 2001) là một cầu thủ bóng đá người Anh, thi đấu ở vị trí hậu vệ ở Football League cho Tranmere Rovers.